# دنگ لین‌لین
دنگ لین‌لین (به انگلیسی: Deng Linlin) ژیمناست زادهٔ ١ اردیبهشت ١٣٧١ اهل کشور چین است.